# Asterocyphella
Asterocyphella is een geslacht van schimmels behorend tot de familie Cyphellaceae. De typesoort is Asterocyphella floccosa.

## Soorten
Volgens Index Fungorum telt het geslacht drie soorten (peildatum april 2023):
| Soortnaam                  | Auteur(s)                   | Publicatiejaar |
| -------------------------- | --------------------------- | -------------- |
| Asterocyphella floccosa    | W.B. Cooke                  | 1961           |
| Asterocyphella friesii     | (Quél.) W.B. Cooke          | 1961           |
| Asterocyphella theiacantha | (Syd. & P. Syd.) W.B. Cooke | 1961           |